# Estagel
Estagel is een gemeente in het Franse departement Pyrénées-Orientales (regio Occitanie). De plaats maakt deel uit van het arrondissement Perpignan. Estagel telde 2.124 inwoners op 1 januari 2022.

## Geografie
De oppervlakte van Estagel bedroeg op 1 januari 2022 20,83 vierkante kilometer; de bevolkingsdichtheid was toen 102 inwoners per km².

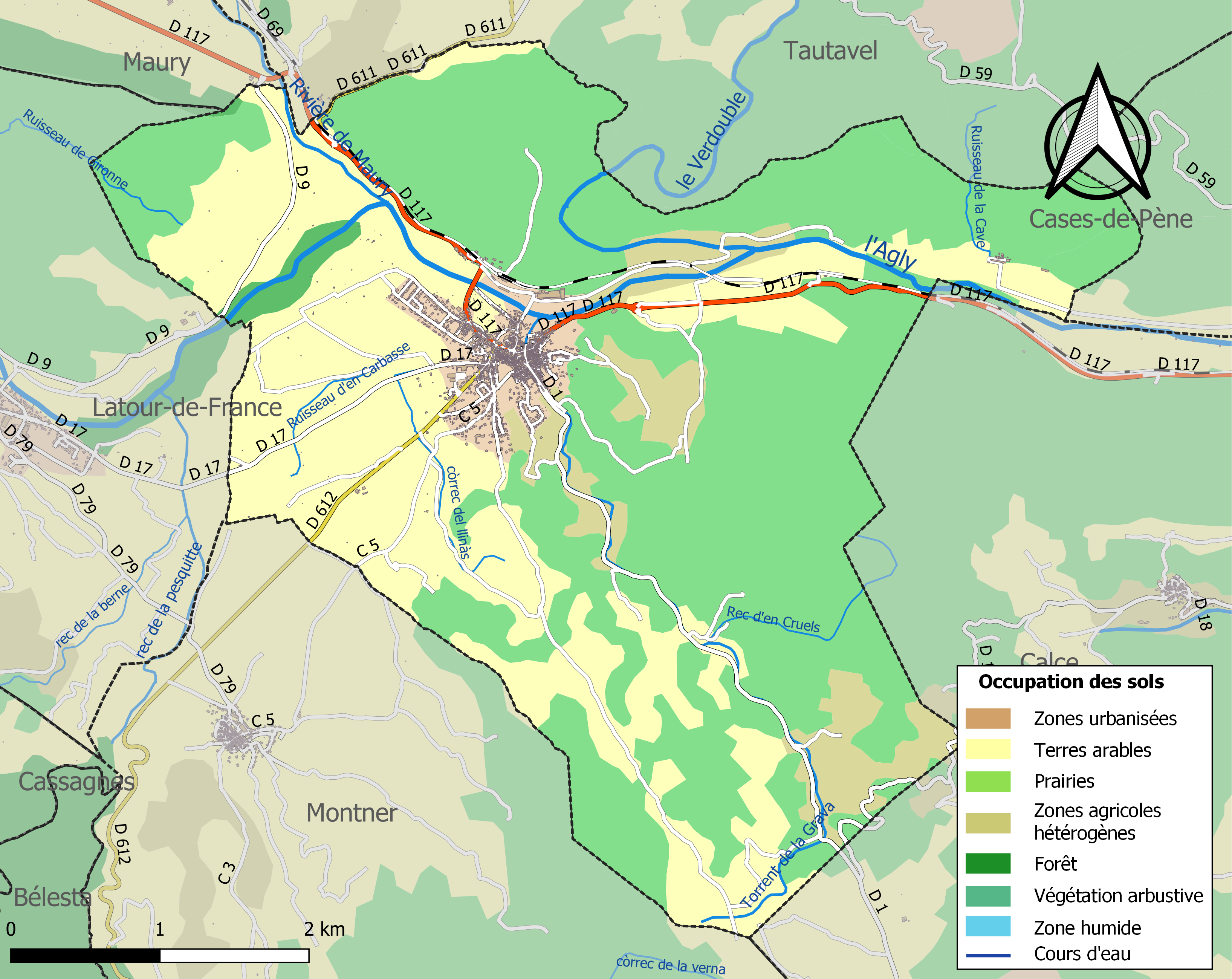
Kaart van de gemeente met de belangrijkste infrastructuur, bodemgebruik en omliggende gemeenten

## Demografie
Onderstaande figuur toont het verloop van het inwonertal (bron: INSEE-tellingen).

## Geboren
- François Arago (1786-1853), natuurkundige, sterrenkundige, landmeetkundige en politicus